# Поховальний марш
Поховальний марш (також траурний марш) — урочисто-скорботний музичний твір у дво-, чотиридольному розмірі та ритмі повільного кроку. Зазвичай написаний у мінорі, за тричастинною формою, де середня мажорна (тріо) частина більш м'яка, наспівна, просвітлена за звучанням.
Прообраз поховального маршу існував ще за часів Стародавнього Риму як музичний супровід поховальних процесій, зокрема військових. У новий час траурні марші початково також створювалися спеціально для похоронних процесій, як-от марш Адольфа Адана (фр. La Marche Funèbre de Napoléon), під час котрого в 1840 році в Парижі відбувалося перепоховання останків Наполеона Бонапарта. З історично найвідоміших також зокрема «Нарва» та марш Шопена.